# Dallington
Dallington är en ort och civil parish i Storbritannien.   Den ligger i grevskapet East Sussex och riksdelen England, i den södra delen av landet, 70 km sydost om huvudstaden London. Dallington ligger 132 meter över havet och antalet invånare är 310.
Terrängen runt Dallington är huvudsakligen platt. Dallington ligger uppe på en höjd. Runt Dallington är det ganska tätbefolkat, med 166 invånare per kvadratkilometer. Närmaste större samhälle är Hastings, 18,2 km sydost om Dallington. Trakten runt Dallington består till största delen av jordbruksmark.